# モロコシソウ
モロコシソウ（唐土草、学名：Lysimachia sikokiana Miq.）は、サクラソウ科オカトラノオ属に分類される多年草の1種。和名は昔中国から渡来したと間違えて考えれていた草であることに由来する。別名がヤマクネンボ（山九年母）で、山に生育し香りがミカン科のクネンボに似ていることに由来する。

## 特徴
根茎は短く、草丈は高さ20-80 cm。茎は直立または斜上し、短く分枝し、角ばり稜があり、まばらに点状の毛が生える。葉は無毛で互生し、卵形で先端が尖り、長さ5-10 cm、幅2-4.5 cm、葉柄は長さ1-2.5 cm。葉は光沢を帯び、鋸歯はないが縁はやや縮れるように波立つ。

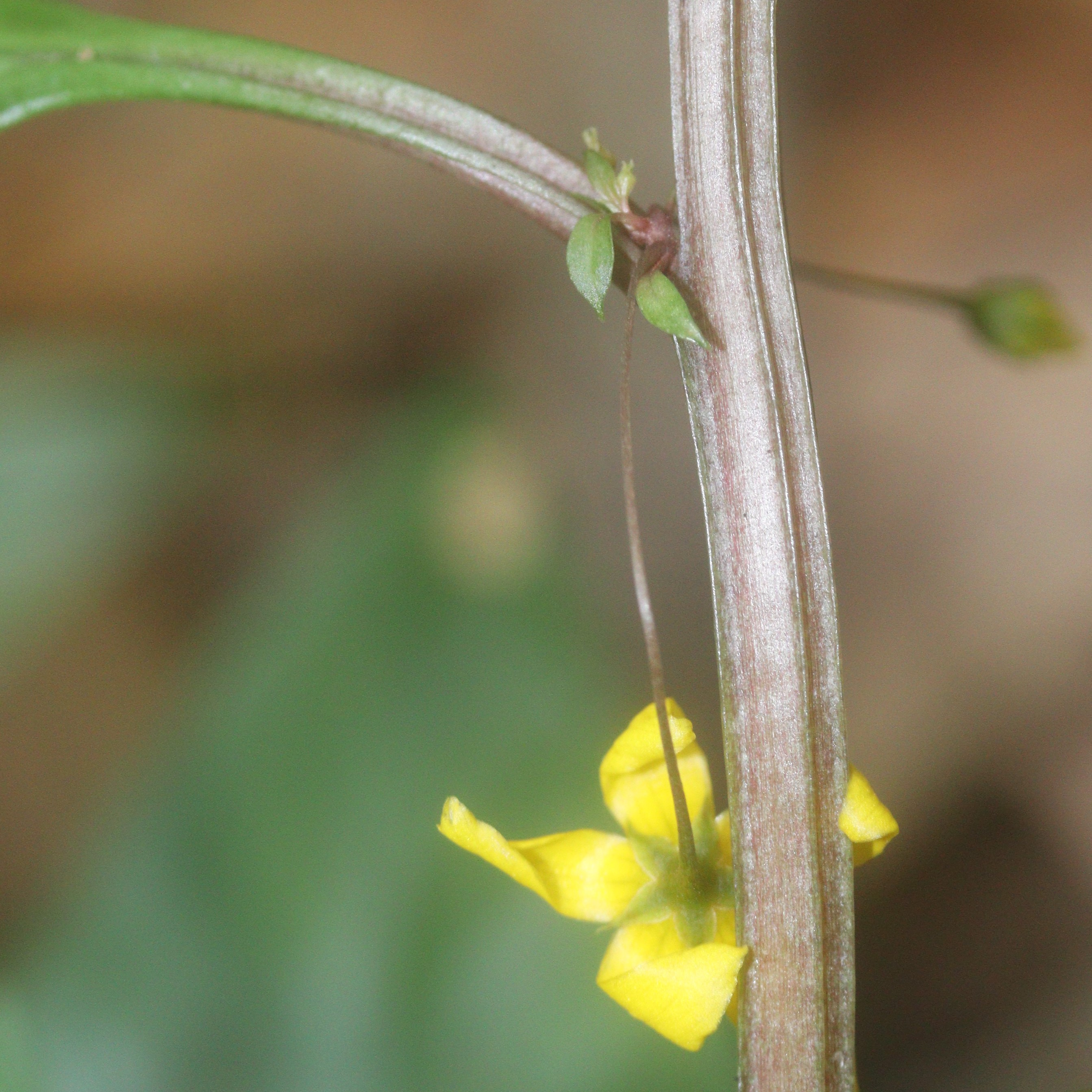
茎は角ばり陵がある
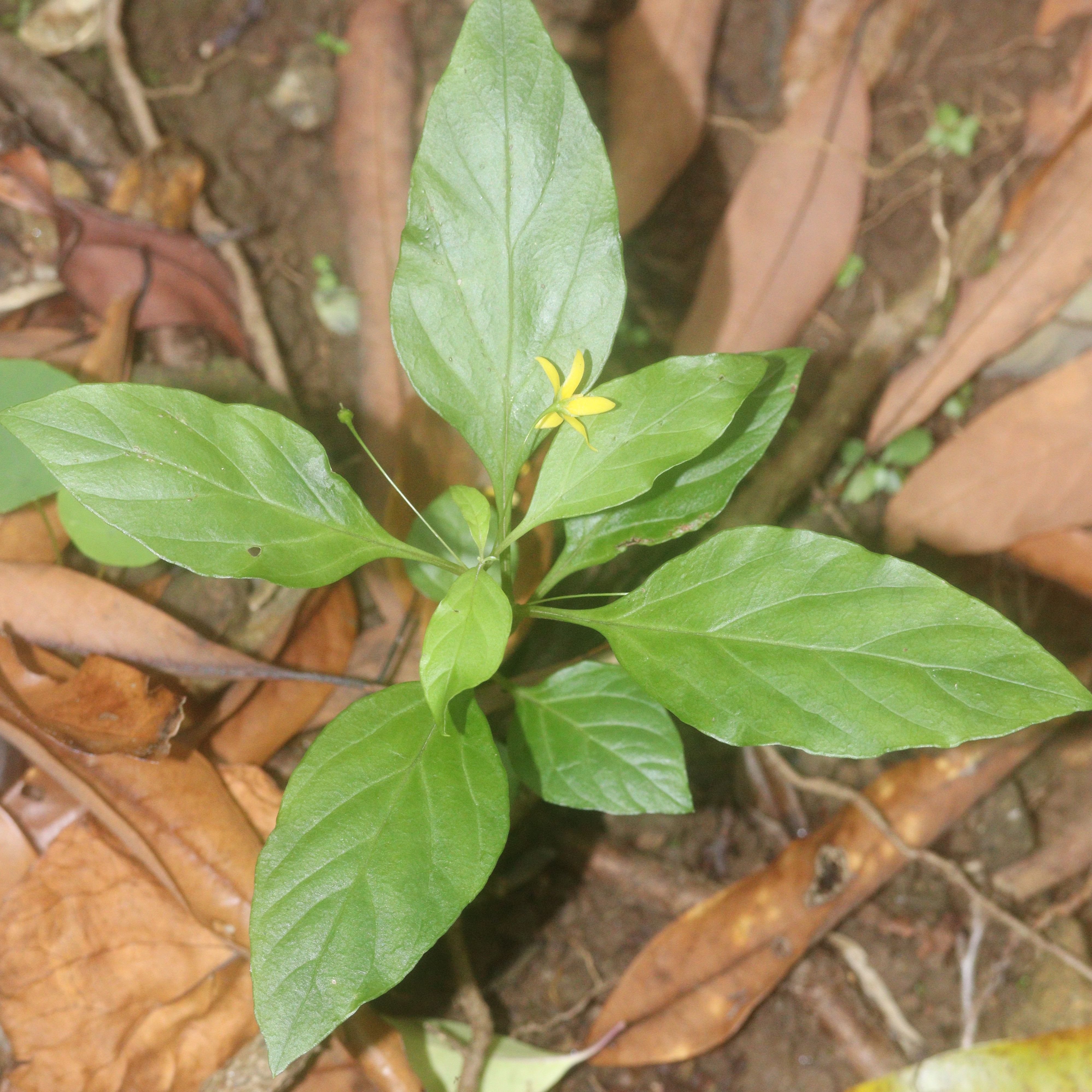
葉は互生し、卵形で先端が尖り光沢がある

上部の葉腋ごとに花を1個つける。花柄は長さ2-6 cmで苞はない。萼は深く5裂し、裂片は狭長楕円形で反り返り、花冠は直径1-1.2 cm、下向きに開く。花糸はごく短く、葯は5個で大きく、互いに接して花柱をとりまく。花期は7-8月。花後に果実の蒴果がすぐでき硬く、球形で直径6 mm、下向きにつき、熟すと灰白色になる。押し葉にしたり本に挟んでおくと、長期間漢方薬のような強い香りがある。昔は虫除けなどに利用されていた。

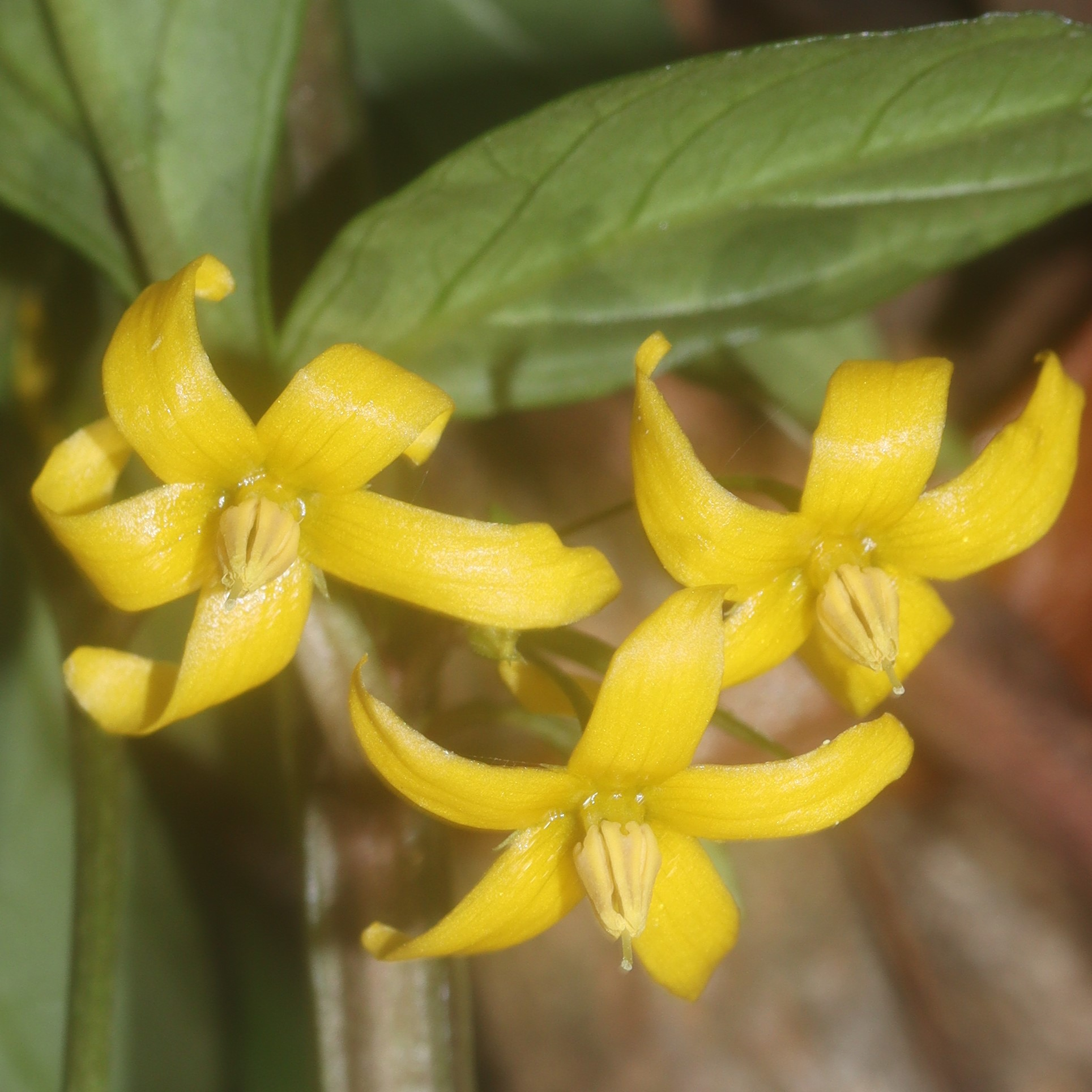
葉腋から花柄を伸ばし、下向きに花をつける
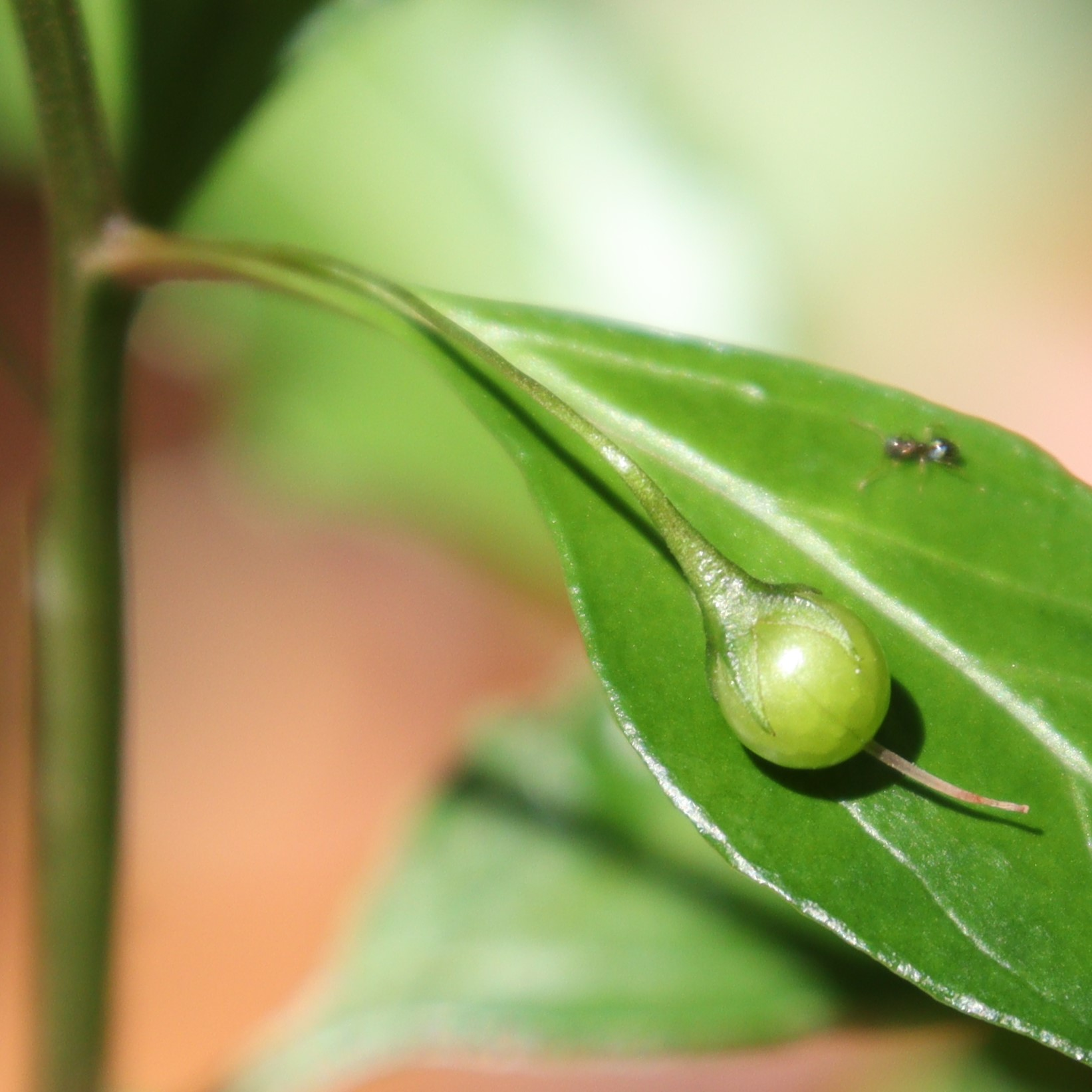
若い蒴果、球形で熟すと灰白色になる

## 分布と生育環境
台湾と日本に分布する。

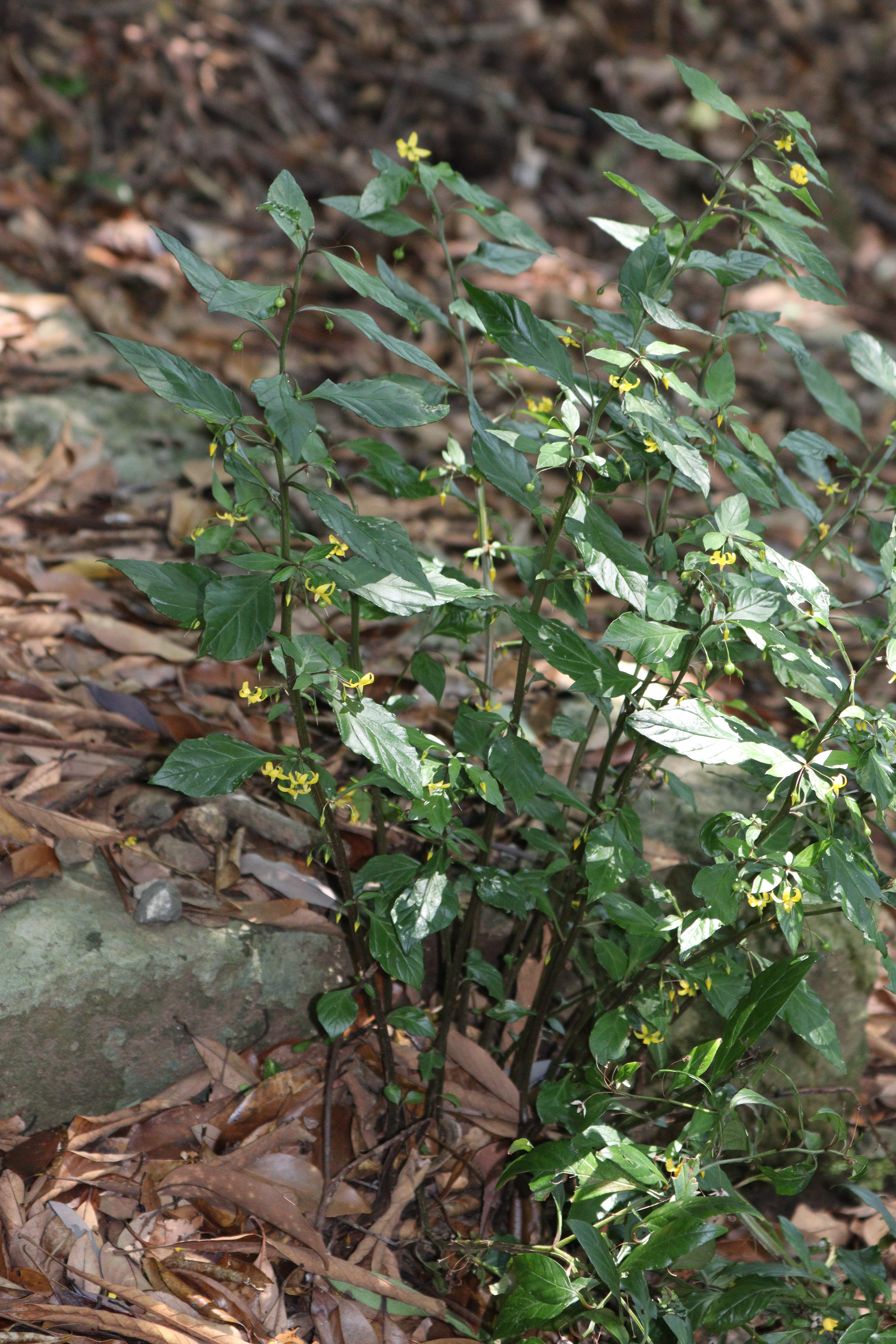
海近くの林内に生育するモロコシソウ、三重県熊野市にて

日本では、本州（関東南部以西）、四国、九州、沖縄に分布する。
暖地の海に近い山の林内に生育する。

## 種の保全状況評価
日本では環境省によるレッドリストの指定を受けていない。また以下の都道府県での指定を受けている。
- 絶滅危惧IA類 - 山口県[6]、福岡県[7]
- Aランク - 広島県[8]
- 絶滅危惧I類 - 兵庫県[9]、香川県[10]
- 要保護生物 - 千葉県[11]
- 絶滅危惧II類 - 東京都伊豆諸島[12]、三重県[13]、和歌山県[14]、徳島県[15]、愛媛県[16]
- 要注目種 - 静岡県[17]